# Doliops ligatus
Doliops ligatus es una especie de escarabajo del género Doliops, familia Cerambycidae. Fue descrita científicamente por Schwarzer en 1929.
Habita en Filipinas. Los machos y las hembras miden aproximadamente 13 mm. El período de vuelo de esta especie ocurre en los meses de agosto, octubre, noviembre y diciembre.